# Lemniscomys hoogstraali
Lemniscomys hoogstraali is een knaagdier uit het geslacht Lemniscomys.

## Verwantschap
Samen met de Noord-Afrikaanse zebragrasmuis (L. barbarus) en de wijdverbreide L. zebra vormt deze soort de L. barbarus-groep. Hoewel deze soort veel op L. zebra lijkt, is hij groter en heeft een ander patroon in de strepen op de rug, zodat hij als aparte soort wordt erkend.

## Verspreiding
Deze soort komt voor in Paloich in de Zuid-Soedanese provincie Upper Nile. Er is slechts één exemplaar bekend.
Zebragrasmuis (Lemniscomys barbarus) · Lemniscomys bellieri · Aalstreepgrasmuis (Lemniscomys griselda) · Lemniscomys hoogstraali · Lemniscomys linulus · Lemniscomys macculus · Lemniscomys mittendorfi · Lemniscomys rosalia · Lemniscomys roseveari · Gestreepte grasmuis (Lemniscomys striatus) · Lemniscomys zebra